# Lorenzo Onofrio Colonna, conte dei Marsi
Lorenzo Onofrio Colonna, noto anche semplicemente come Lorenzo Colonna (1356 – 1423), è stato un nobile e condottiero italiano, conte di Albe e Marsi, signore di Castro dei Volsci, Giuliano di Roma, Olevano Romano e Ripi, e gran camerlengo del Regno di Napoli.

## Biografia

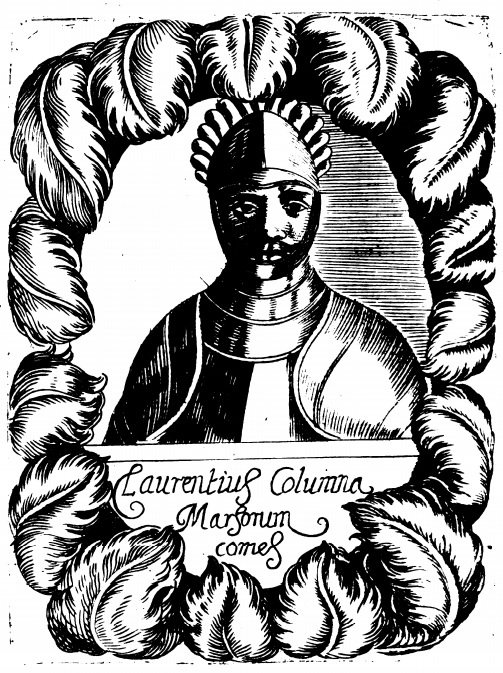
Ritratto di un giovane Lorenzo Onofrio Colonna

Nato nel 1356, era il figlio di Agapito Colonna, signore di Genazzano, e Caterina Conti, e il fratello – tra gli altri – di Oddone Colonna, divenuto papa con il nome di Martino V. Apprese l'arte militare nell'esercito del re del Regno di Napoli Ladislao d'Angiò-Durazzo, nel quale ricoprì prima il ruolo di colonnello di trecento lance e poi quello di capitano della retroguardia. Intorno al 1410, a lui e a suo fratello maggiore Giordano, l'antipapa Alessandro V diede in vicariato i feudi di Castro dei Volsci e Ripi, poi confermati dall'antipapa Giovanni XXIII, che, nell'occasione, concesse loro anche il feudo di Olevano Romano. Nel 1419 la regina del Regno di Napoli Giovanna II d'Angiò-Durazzo gli assegnò la contea di Albe, precedentemente appartenuta a Giacomo Orsini fino al 1404. Si scontrò poi a più riprese con il papa Eugenio IV e le sue truppe dello Stato Pontificio guidate dal condottiero Giovanni Maria Vitelleschi, i quali cercavano di contrastare il dominio delle famiglie Colonna ed Orsini su Roma. In particolare, il Vitelleschi riuscì ad occupare e saccheggiare i feudi di Castelnuovo Parano e Palestrina, costringendo Lorenzo Onofrio Colonna a rifugiarsi in Campania, dove venne assoldato dal re Alfonso V d'Aragona, il quale, per tenerselo stretto, gli confermò la carica di gran camerlengo del Regno di Napoli, che aveva ottenuto durante il governo di Ladislao. Il sovrano aragonese lo inserì nel suo esercito capitanato da Roberto Malatesta e nel 1423 lo mandò contro la Repubblica di Venezia. Durante il viaggio si accampò con i suoi soldati in una zona del Montefeltro e, rifugiatosi all'interno di una torre, durante una notte scoppiò accidentalmente un forte incendio nel territorio, che lo arse nel sonno, portandolo alla morte. Nei feudi gli successe il figlio primogenito Odoardo Colonna.

## Ascendenza
|                         |                |                      | Genitori           |  |  | Nonni |  |  | Bisnonni         |  |  | Trisnonni       |  |
|                         |                |                      |                    |  |  |       |  |  | Giordano Colonna |  |  | Agapito Colonna |  |
|                         |                |                      |                    |  |  |       |  |  | Giordano Colonna |  |  | Agapito Colonna |  |
|                         |                | Mabilia Savelli      |                    |  |  |       |  |  | Giordano Colonna |  |  |                 |  |
| Pietro Colonna          |                |                      |                    |  |  |       |  |  | Giordano Colonna |  |  |                 |  |
|                         |                | Margherita Capocci   | Giacomo Capocci    |  |  |       |  |  |                  |  |  |                 |  |
|                         |                | Margherita Capocci   | Giacomo Capocci    |  |  |       |  |  |                  |  |  |                 |  |
|                         |                | Margherita Capocci   | ?                  |  |  |       |  |  |                  |  |  |                 |  |
| Agapito Colonna         |                | Margherita Capocci   |                    |  |  |       |  |  |                  |  |  |                 |  |
|                         |                | Nicolò Conti         | Giovanni Conti     |  |  |       |  |  |                  |  |  |                 |  |
|                         |                | Nicolò Conti         | Giovanni Conti     |  |  |       |  |  |                  |  |  |                 |  |
|                         |                | Nicolò Conti         | Saracena ?         |  |  |       |  |  |                  |  |  |                 |  |
| Letizia Conti           |                | Nicolò Conti         |                    |  |  |       |  |  |                  |  |  |                 |  |
|                         |                | ?                    | ?                  |  |  |       |  |  |                  |  |  |                 |  |
|                         |                | ?                    | ?                  |  |  |       |  |  |                  |  |  |                 |  |
|                         |                | ?                    | ?                  |  |  |       |  |  |                  |  |  |                 |  |
| Lorenzo Onofrio Colonna |                | ?                    |                    |  |  |       |  |  |                  |  |  |                 |  |
|                         | Adenolfo Conti | Giovanni Conti       |                    |  |  |       |  |  |                  |  |  |                 |  |
|                         | Adenolfo Conti | Giovanni Conti       |                    |  |  |       |  |  |                  |  |  |                 |  |
|                         | Adenolfo Conti | Filippa Conti        |                    |  |  |       |  |  |                  |  |  |                 |  |
| Giovanni Conti          | Adenolfo Conti |                      |                    |  |  |       |  |  |                  |  |  |                 |  |
|                         |                | ?                    | ?                  |  |  |       |  |  |                  |  |  |                 |  |
|                         |                | ?                    | ?                  |  |  |       |  |  |                  |  |  |                 |  |
|                         |                | ?                    | ?                  |  |  |       |  |  |                  |  |  |                 |  |
| Caterina Conti          |                | ?                    |                    |  |  |       |  |  |                  |  |  |                 |  |
|                         |                | Stefano Colonna      | Giovanni Colonna   |  |  |       |  |  |                  |  |  |                 |  |
|                         |                | Stefano Colonna      | Giovanni Colonna   |  |  |       |  |  |                  |  |  |                 |  |
|                         |                | Stefano Colonna      | ? dell'Anguillara  |  |  |       |  |  |                  |  |  |                 |  |
| Margherita Colonna      |                | Stefano Colonna      |                    |  |  |       |  |  |                  |  |  |                 |  |
|                         |                | Calceranda di Insula | Giordano di Insula |  |  |       |  |  |                  |  |  |                 |  |
|                         |                | Calceranda di Insula | Giordano di Insula |  |  |       |  |  |                  |  |  |                 |  |
|                         |                | Calceranda di Insula | ?                  |  |  |       |  |  |                  |  |  |                 |  |
|                         |                | Calceranda di Insula |                    |  |  |       |  |  |                  |  |  |                 |  |

## Discendenza
Lorenzo Onofrio Colonna, durante il governo del re del Regno di Napoli Ladislao d'Angiò-Durazzo, si sposò con Verdina Guglielma Borrello, figlia di Oliviero, che gli portò in dote la contea dei Marsi e il feudo di Giuliano di Roma e dalla quale non ebbe figli. Rimasto vedovo, si risposò con Sveva Caetani, figlia di Jacobello, conte di Fondi, che gli diede tre figli e tre figlie:
- Antonio, figlio primogenito, principe di Salerno, che sposò, nell'ordine, Giovannella Ruffo, Antonella Cantelmo e Imperiale Colonna[2];
- Caterina, la quale sposò nel 1424 Guidantonio da Montefeltro[2];
- Vittoria, che sposò nel 1423 Carlo II Malatesta[5];
- Anna, andata in sposa nel 1425-1426 a Giovanni Antonio Orsini del Balzo[6];
- Prospero, cardinale[2];
- Odoardo, condottiero, duca dei Marsi e conte di Albe, Amalfi e Celano, il quale sposò, nell'ordine, Livia Sanseverino, Jacovella da Celano e Filippa Conti[2].